# جهان‌نما (روزنامه)
جهان‌نما از مطبوعات استان فارس در دوران قاجاریه است.
این روزنامه از سال ۱۳۴۴ هـ. ق به وسیلهٔ محمدحسین نوری‌زاده -که بعدها نام خانوادگی خود را نیز به «جهان‌نما» تغییر داد- در شیراز به چاپ می‌رسید.